# Cortodera metallica
Cortodera metallica är en skalbaggsart som beskrevs av Holzschuh 2003. Cortodera metallica ingår i släktet Cortodera och familjen långhorningar. Inga underarter finns listade i Catalogue of Life.